# Alekséi Iónov
Aleksei Ionov (en ruso: Алексей Ионов; Kingisepp, RSFS de Rusia, Unión Soviética, 18 de febrero de 1989) es un exfutbolista ruso que jugaba como centrocampista.

## Trayectoria

### Zenit de San Petersburgo
Empezó a jugar al fútbol a la edad de seis años. Más tarde se graduó de la escuela deportiva del Zenit, y comenzó a jugar para las Reservas de Zenit en 2007. Con el primer equipo del Zenit debutó el 16 de agosto de 2007 en el partido de ida de la Segunda fase clasificatoria de la Copa de la UEFA 2007-08, frente al FC ViOn Zlaté Moravce eslovaco, encuentro en el ingreso solo durante los últimos 15 minutos, aun así durante los descuentos del partido Ionov anotó el dos a cero definitivo. Anotó su segundo gol con el Zenit en otro encuentro válido por la Copa de la UEFA, esta vez frente al Nürnberg alemán. Su gol permitió al Zenit ponerse momentáneamente en ventaja, pero el gol de Leon Benko en los minutos finales terminó por dejar empatado el partido. Ionov terminó su primera temporada con el equipo Sinie-Bielo-Goluboy jugando 4 partidos en los que anotó 2 goles.
En su segunda temporada con el Zenit, Ionov debutó en la liga premier en un partido entre su equipo y el Spartak de Moscú, en el cual entró como suplente. Durante el año Ionov no logró la titularidad y terminó jugando en la temporada solo siete partidos sin anotar goles. La temporada siguiente no varió para Ionov y solo jugó 11 partidos no anotando goles. 
La temporada 2010 fue mejor para el ruso, pues aunque solo jugó 11 partidos en la Liga premier -en la que no anotó goles y en la que el zenit logró el campeonato- y no haber jugado un solo minuto en la Liga de Campeones, en la que el Zenit fue eliminado en la ronda de play-offs por el AJ Auxerre francés, Ionov volvió a anotar en la Copa de la UEFA. El 4 de noviembre de 2010 anotó en el partido contra el Hajduk Split croata, el cual acabó tres a dos a favor del club ruso. Un mes después, anotó el primer gol en el partido de visita contra el RSC Anderlecht, encuentro que terminó tres a uno a favor del Zenit. Su equipo no logró superar en la competencia la instancia de octavos de final, ya que el Twente	logró una gran ventaja en el estadio De Grolsch Veste, que no pudo revertir el equipo ruso en casa.

## Selección nacional
Iónov debutó con la selección nacional rusa el 29 de marzo de 2011 en un partido amistoso contra Catar.
El 12 de mayo de 2014, Fabio Capello, director técnico de la selección nacional de Rusia, incluyó a Iónov en la lista provisional de 30 jugadores que iniciarán la preparación con miras a la Copa Mundial de Fútbol de 2014. El 2 de junio fue ratificado por Capello en la nómina definitiva de 23 jugadores.

### Participaciones en Copas del Mundo
| Mundial                        | Sede   | Resultado    |
| ------------------------------ | ------ | ------------ |
| Copa Mundial de Fútbol de 2014 | Brasil | Primera fase |

## Clubes
| Club                         | País  | Año       |
| ---------------------------- | ----- | --------- |
| Zenit de San Petersburgo     | Rusia | 2007-2011 |
| F. C. Kubán Krasnodar        | Rusia | 2012-2013 |
| F. K. Anzhí Majachkalá       | Rusia | 2013      |
| F. C. Dinamo Moscú           | Rusia | 2013-2017 |
| P. F. C. CSKA Moscú (cedido) | Rusia | 2016-2017 |
| F. C. Rostov                 | Rusia | 2017-2020 |
| F. C. Krasnodar              | Rusia | 2020-2023 |
| F. C. Rostov                 | Rusia | 2023      |
| F. C. Ural                   | Rusia | 2024-2025 |

## Palmarés

### Títulos nacionales
| Título             | Club                     | País  | Año     |
| ------------------ | ------------------------ | ----- | ------- |
| Copa de Rusia      | Zenit de San Petersburgo | Rusia | 2009-10 |
| Supercopa de Rusia | Zenit de San Petersburgo | Rusia | 2011    |